# Air Busan

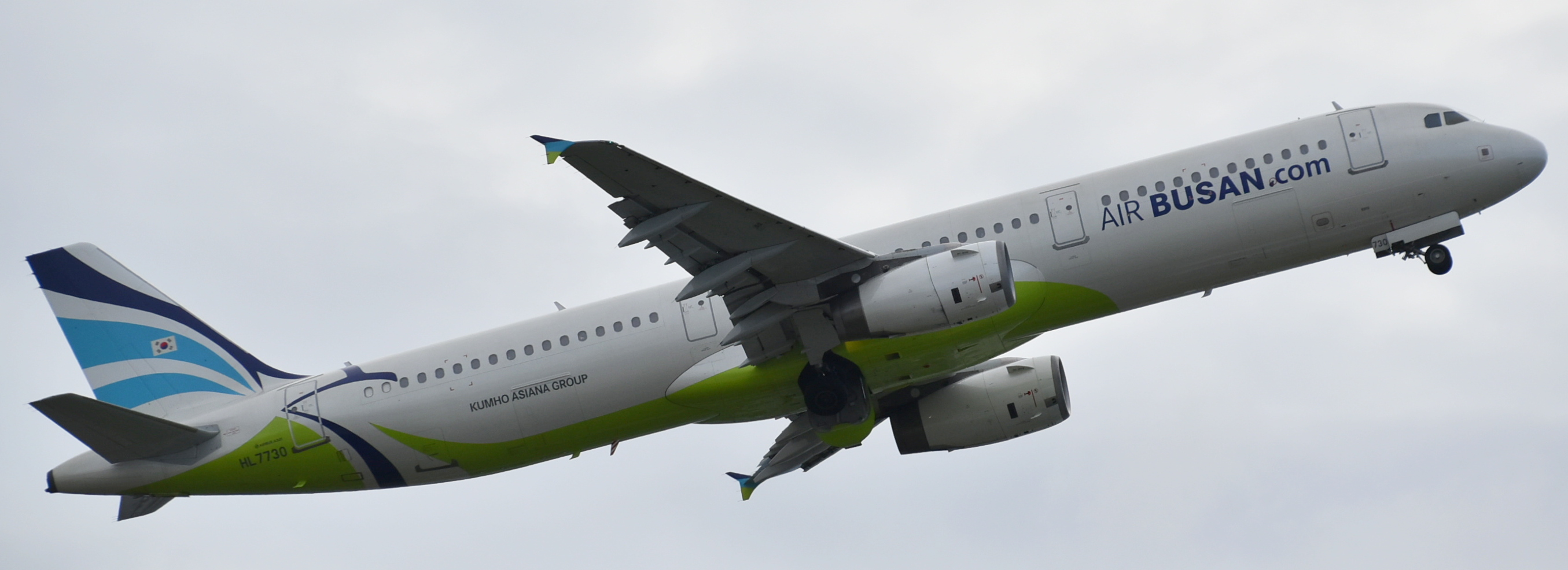
Air Busan A321-200 lyfter från Fukuoka flygplats 2016.

Air Busan är ett sydkoreanskt lågkostnadsflygbolag och dotterbolag till Asiana Airlines. De är Sydkoreas tredje största budgetflygbolag sett till antalet passagerare. Bolaget grundades 2007 och inledde flygningar år 2008. Flottan består helt och hållet av Airbus A320-familjen.